# Daniel Cloud Campos
Daniel Cloud Campos (Adel, 6 maggio 1983) è un regista, attore e ballerino statunitense di break dance.

## Biografia
Cloud cominciò a ballare come b-boy quando aveva 11 anni. Imparò a ballare la breakdance da suo fratello Kevin "Deft-1" Campos, anche lui b-boy. Visse per i primi anni di a San Diego e in seguito, a 12 anni si trasferì in Florida. Durante la sua permanenza in Florida girava con l'High Voltage extreme acrobatics dance team e diventò un membro della Skill Methodz b-boy crew, la quale fu fondata nel 1995 a Tampa con il nome di B-Boy Connection. Daniel descrisse quale fosse il significato del suo nome da b-boy in un'intervista del 2011 con KoreanRoc.com:
(Daniel Cloud Campos a KoreanRoc.com)

## Carriera da ballerino
Dopo essersi trasferito a Los Angeles per seguire la sua carriera da ballerino, nel 2004 ebbe l'incredibile occasione di partecipare al tour  campione di incassi della "Regina del pop"  Madonna nel suo Re-Invention Tour e ancora con Madonna è presente nello straordinario video di  Hung Up diretto da Johan Renck per essere poi nuovamente ingaggiato dalla star statunitense nel 2006 per il suo pluripremiato e campione di incassi Confessions Tour. L'esperienza maturata con Madonna aprì per Cloud anni di florido lavoro. Cloud si esibì infatti nello spettacolo teatrale Groovaloos. Nel 2009, vinse il primo premio con la sua crew Skill Methodz agli UK B-Boy Championships. Più tardi, lo stesso anno, gareggiò al Red Bull BC One e apparve nel video musicale di Shakira "Did It Again" come ballerino maschile principale. Nel 2010, apparve nella serie online The LXD nel ruolo di The Illister e interpretò l'antagonista, Kid Darkness, nel film Step Up 3D. Nel 2011, lavorò come uno tra i dieci coreografi per il Michael Jackson: The Immortal World Tour.

Nell'ottobre 2012, il blog inglese The Next Hype pubblicò un articolo riguardante la presenza di Cloud in due spot pubblicitari delle aziende rivali Apple e Microsoft. Nel 2012, Cloud comparve come primo ballerino in uno spot pubblicitario di Microsoft Surface diretto da Jon M. Chu che diventò virale su YouTube. Tre anni prima era apparso in uno spot dell'iPod nano che pubblicizzava la commercializzazione del modello V generazione, noto per l'aggiunta di una video camera. Nonostante The Next Hype abbia affermato che usare [Cloud] come promotore per il nuovo prodotto dopo che la Apple lo aveva usato tre anni prima fosse una mosse sciatta da parte della Microsoft", queste istanze non furono le uniche opportunità in cui Cloud lavorò con entrambe le aziende. Egli comparve in numerosi spot di iPod e annunci stampa risalenti al 2004, e nel 2013 fu ballerino principale in un altro spot pubblicitario di Microsoft diretto da Jon Chu in cui veniva pubblicizzato il modello Surface Pro.

## Carriera cinematografica
Cloud cominciò a sviluppare un interesse nella produzione di film quando aveva diciassette anni. Produsse il suo primo cortometraggio (dal titolo The Paperboy) in un vialetto degli Universal Studios. In seguito caricò il cortometraggio su YouTube e dopo aver generato reazioni positive decise di continuare a produrre film. Il suo cortometraggio Heaven Awaits vinse il Grande Premio alla Filmerica Challenge del 2005. Nel 2011, raccolse con successo $ 50 000 in donazioni individuali attraverso Kickstarter per metterli come fondo in un musical chiamato Today's the Day.
Nel 2013, Cloud diresse il video musicale per "Now", il primo singolo estratto dal quarto omonimo album di Paramore. Egli co-diresse e co-coreografò anche il video musicale di "Cold Front", della cantante Laura Welsh, con sua moglie Tamara Levinson-Campos. Tamara è anche la ballerina principale nel video. Dopo essere stato caricato sul canale Vimeo di Cloud, il sito web scelse "Cold Front" come Staff Pick.
Nel settembre del 2013, Cloud diresse i video musicali "This is Gospel" di Panic! at the Disco, sempre per dei Panic! at the Disco diresse anche Emperor's New Chlotes ,fatto fine 2015 e "Stay The Night" di Zedd con Hayley Williams. "This is Gospel" fu anche coreografato da Levinson-Campos.